# Alexandru Chirtoacă
Alexandru Chirtoacă (ur. 7 kwietnia 1986) – mołdawski zapaśnik walczący w stylu wolnym. Zajął dwunaste miejsce na mistrzostwach świata w 2010. Piąty na mistrzostwach Europy w 2012 i 2013. Brązowy medalista igrzysk europejskich w 2015 i czternasty w 2019. Trzeci na ME juniorów w 2006 roku.